# Lennart Gustafsson
Lennart Gustafsson es un deportista sueco que compitió en vela en la clase Finn. Ganó una medalla de bronce en el Campeonato Mundial de Finn de 1972 y una medalla de plata en el Campeonato Europeo de Finn de 1973.

## Palmarés internacional
| Campeonato Mundial | Campeonato Mundial     | Campeonato Mundial | Campeonato Mundial |
| Año                | Lugar                  | Medalla            | Clase              |
| ------------------ | ---------------------- | ------------------ | ------------------ |
| 1972               | Anzio (Italia)         | Medalla de bronce  | Finn               |
| Campeonato Europeo |                        |                    |                    |
| Año                | Lugar                  | Medalla            | Clase              |
| 1973               | Władysławowo (Polonia) | Medalla de plata   | Finn               |